# St. Andreas (Selb)

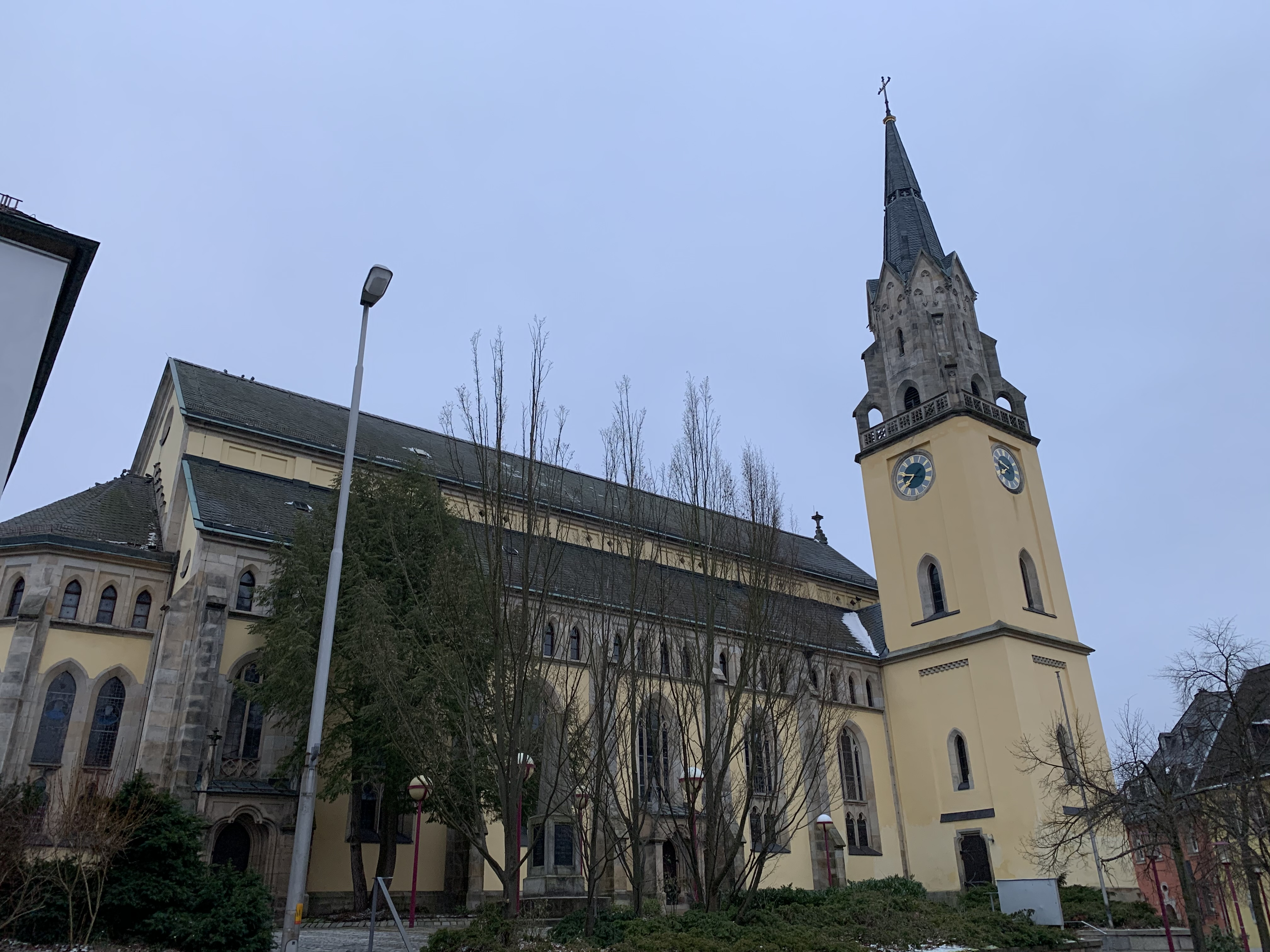
St. Andreas in Selb

Die evangelische Stadtkirche St. Andreas ist eine neugotische Basilika in Selb, einer Stadt im Landkreis Wunsiedel in Bayern. Die Kirchengemeinde gehört zum Kirchenkreis Bayreuth der Evangelisch-Lutherischen Kirche in Bayern.

## Lage
Die Pfarrstraße führt von Norden kommend in den historischen Ortskern und verläuft dort weiter in östlicher Richtung. Südlich liegt parallel die Straße Pfaffenleithe, die westlich durch den Martin-Luther-Platz und östlich mit der Ottostraße mit der Pfarrstraße verbunden ist. Die Kirche steht mittig auf einem erhöhten Grundstück, das nicht eingefriedet ist.

## Geschichte
Bereits im Jahr 1310 wurde in Selb eine Filialkirche von Aš erstmals urkundlich erwähnt. Im 15. Jahrhundert entstand im Ort eine gotische Stadtkirche, die 1528 in die Reformation einbezogen wurde. Das Bauwerk wurde beim großen Stadtbrand im März 1856 zerstört. Nach Plänen des Münchner Architekten August von Voit begannen im Jahr 1859 die Arbeiten für einen Neubau an gleicher Stelle. Die Kirchweihe fand am 6. Dezember 1863 statt.

## Baubeschreibung

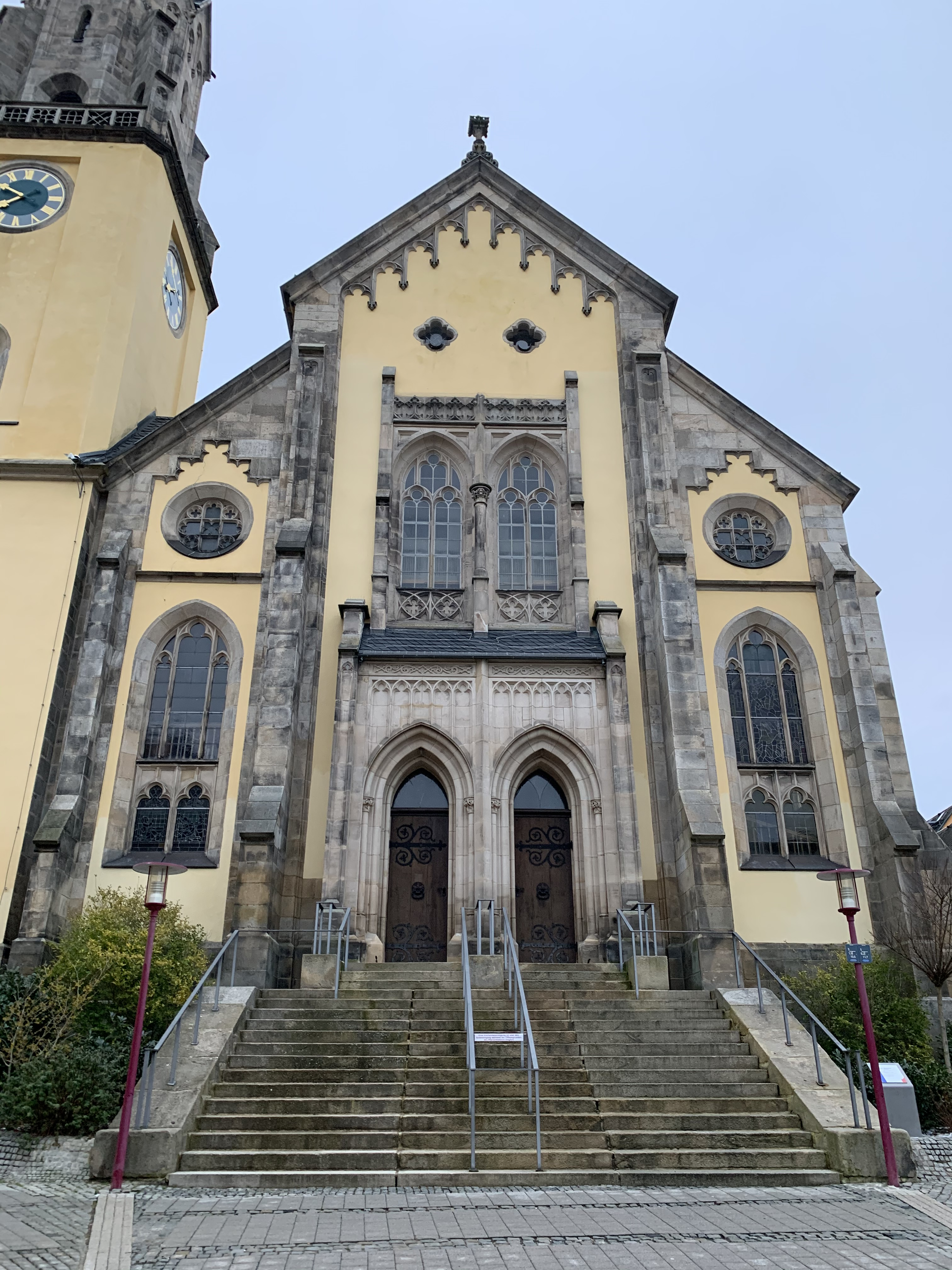
Westfassade

Das Bauwerk entstand im Wesentlichen aus Mauersteinen, die anschließend verputzt wurden. Der Chor ist eingezogen und besitzt einen Fünfachtelschluss. In jedem Segment befinden sich im unteren Bereich zwei große, gekuppelte Spitzbogenfenster, deren Gewände in Sandstein eingefasst wurden. Darüber ist ein Gesims sowie je drei deutlich kleinere Spitzbogenfenster. Die Felder werden durch zweifach gestufte Strebepfeiler stabilisiert.
Daran schließt sich das sieben Joch lange Kirchenschiff an. Es hat die Form einer Basilika. An der Ostwand der Seitenschiffe sind im Norden und Süden je ein kleines Spitzbogenfenster, darüber im Giebel ein kleines Ochsenauge. Im Giebel des Mittelschiffs ist ebenfalls ein Ochsenauge. Die Nordwand ist ebenfalls durch zweistufige Strebepfeiler zwischen den einzelnen Jochen gegliedert. In jedem Feld ist ein großes, mehrteiliges Maßwerkfenster bestehend aus zwei gekuppelten Nonnenköpfen im unteren und drei größeren Nonnenköpfen im oberen Bereich. Im dritten Joch ist an Stelle der unteren Fenster ein großes Portal. Im Obergaden sind je vier kleine Spitzbogenfenster. Die Südwand ist einheitlich mit großen Maßwerkfenstern zwischen Strebepfeilern aufgebaut. Die Westwand ist reichhaltig gegliedert. Mittig sind zwei spitzbogenförmige, mehrfach profilierte und mit Kämpfern versehene Portale, die über eine Treppe erreicht werden können. Darüber ist weiteres Maßwerk, gefolgt von zwei weiteren Maßwerkfenstern. Im Giebel sind zwei vierpassförmige Öffnungen, darüber ein nach unten geöffneter Fries. An den Seitenschiffen sind je zwei kleine Maßwerkfenster, die in eine spitzbogenförmige Blende mit einem darüberliegenden Maßwerkfenster eingelassen sind. Oberhalb eines Gesimses ist ein mit Vier- und Dreipässen verziertes Ochsenauge sowie ein weiterer Fries.
An der Nordwestecke des Langhauses – im siebten Joch – schließt sich der 48 m hohe Kirchturm an. Er hat einen quadratischen Grundriss und kann von Osten her über eine Pforte betreten werden. Darüber sind an den drei zugänglichen Seiten je eine rechteckige Blende mit je einem kleinen Spitzbogenfenster. Im mittleren Geschoss ist ein weiteres Spitzbogenfenster, darüber eine Turmuhr. Ein Turmaufsatz mit einem Umgang geht in einen achteckigen Turmhelm über, der mit einem Kreuz abschließt.

## Ausstattung

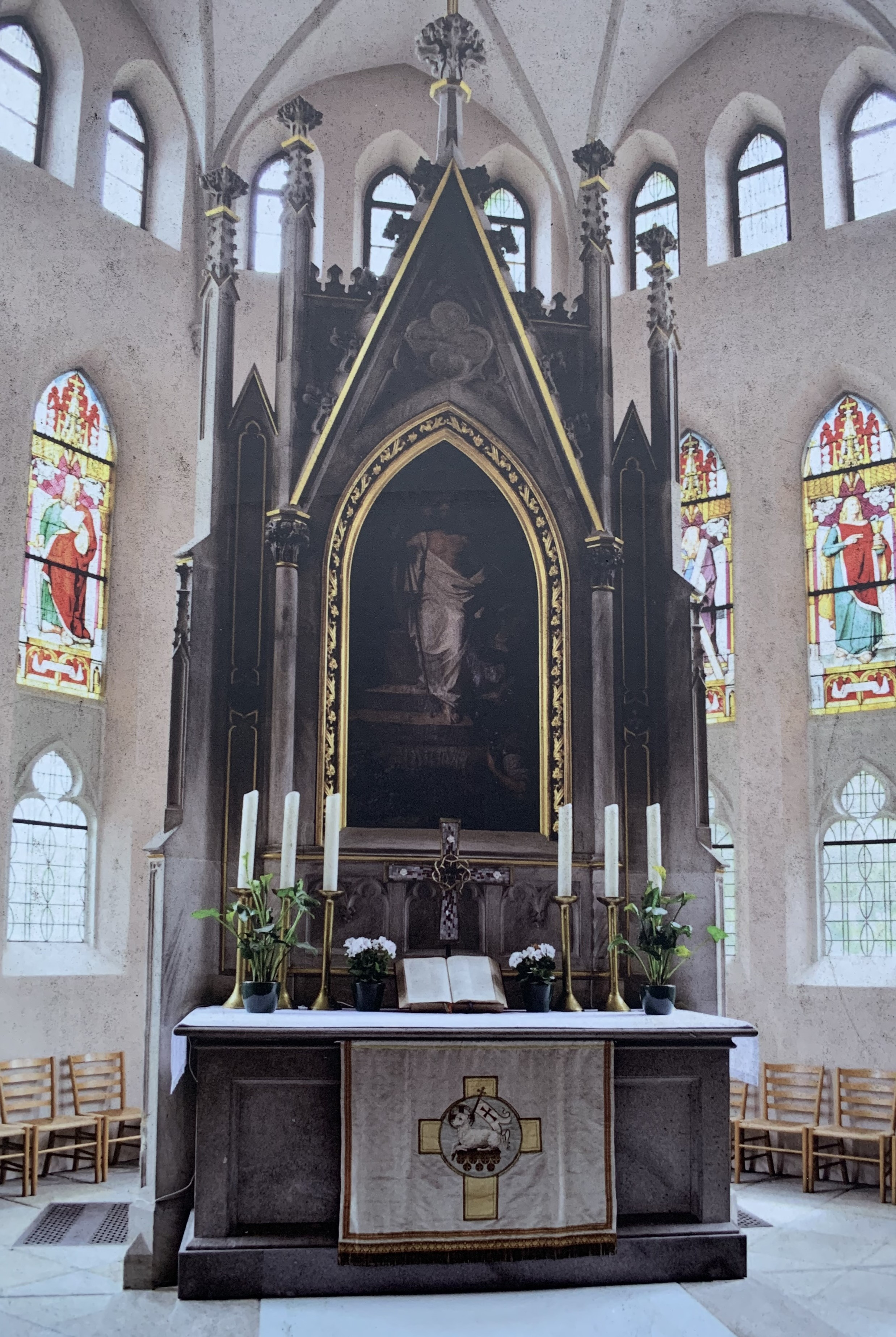
Altar

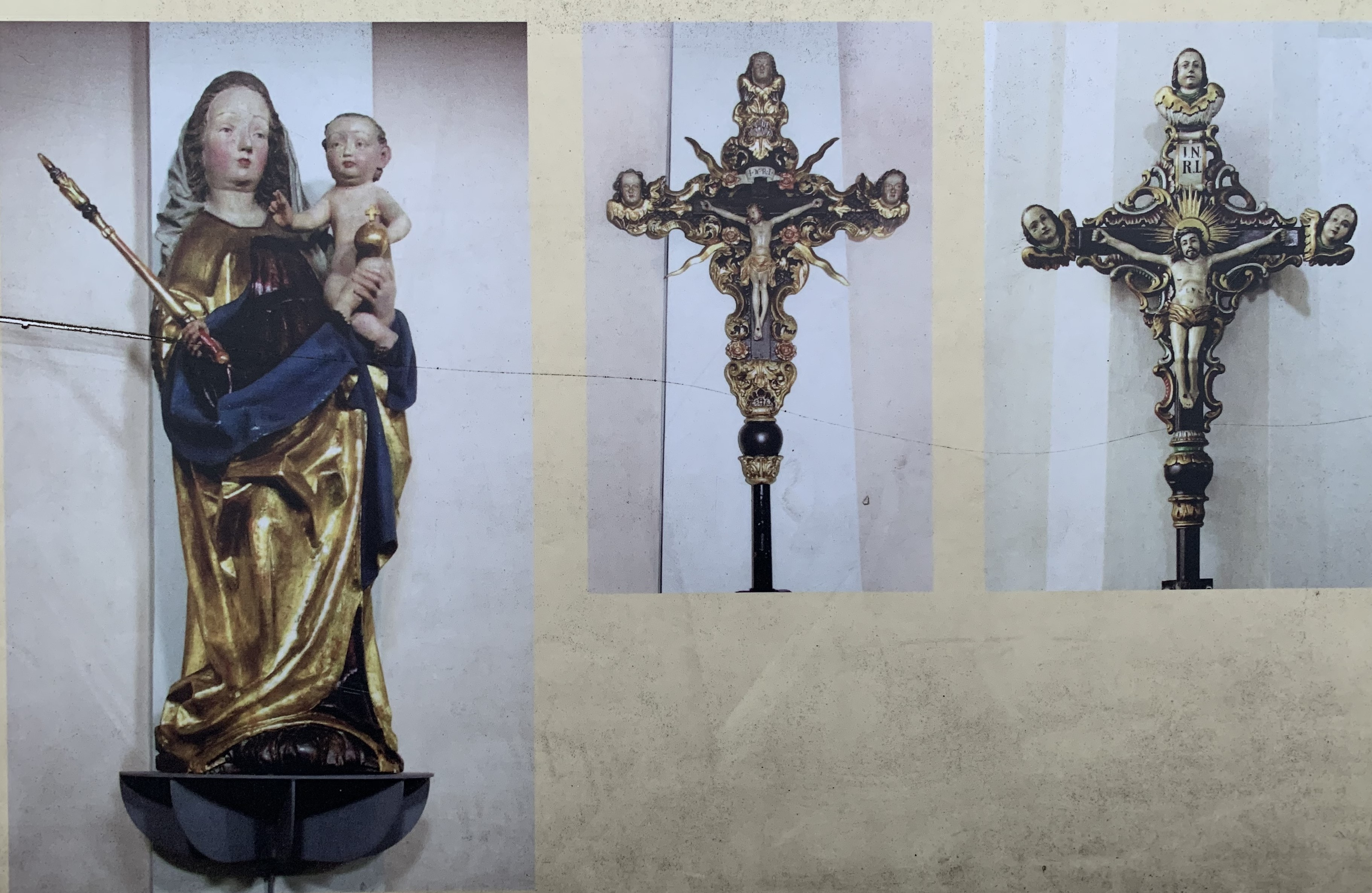
Madonna und Vortragekreuze

Der Altar wurde ebenfalls aus Sandstein gearbeitet. Darauf steht ein Altarretabel des Kunstmalers Julius Mebold aus der Kunstschule Nürnberg. Das Gemälde im Stil der Neorenaissance zeigt die Auferstehung Christi. Im Chorraum befinden sich Glasfenster, die Simon Petrus, Paulus von Tarsus sowie die Apostel Andreas und Johannes zeigen. Weitere Medaillons in den Fenstern zeigen Martin Luther und Philipp Melanchthon, sowie den Markgrafen Georg von Bayreuth und Maximilian II., der sich für den Wiederaufbau der Kirche eingesetzt hatte. Unterhalb der Doppelemporen, die auf gusseisernen Säulen stehen, sind Seitenfenster aus dem 20. Jahrhundert verbaut. Im Triumphbogen hängt ein überlebensgroßes Kruzifix des Bildhauers Karl Kroher aus München. Zur weiteren Kirchenausstattung gehören eine spätgotische Madonna mit Jesuskind sowie zwei Vortragekreuze, die aus dem abgebrannten Vorgängerbau gerettet werden konnten. Das Kreuz aus dem Jahr 1742 steht neben dem Seitenportal, ein etwas jüngeres Kreuz an der Nebenkanzel. 1924 ließ die Kirchengemeinde sechs Epitaphe aus dem 17. Jahrhundert von der Außenmauer der Gottesackerkirche in das Bauwerk verlegen.
Auf der westlichen Empore steht eine Orgel von Heinrich Keller aus dem Jahr 1941. Das Instrument besitzt drei Manuale und 2711 Orgelpfeifen. Die Brüstungen der Emporen sind mit Maßwerk aus der Eisengießerei in Martinlamitz verziert.
Nördlich des Bauwerks erinnert ein Denkmal an die Gefallenen der Befreiungskriege.
Im aufgesetzten Turmhelm hängt seit 1948 ein vierstimmiges Salve Regina Geläute der Erdinger Glockengießerei in Schlagtonfolge es1 – g1 – b1 – c2.